# Cao lầu

El cao lầu es un plato regional hecho de fideos, cerdo y verdura, presente solo en la ciudad de Hội An, en la provincia de Quang Nam (centro de Vietnam). Se rumorea que su sabor único se debe al agua de un antiguo pozo Cham secreto a las afueras de la ciudad.